# HMS Formidable (fragata Tipo 31)
La HMS Formidable será una fragata Tipo 31 de la Royal Navy.
Será construida por Babcock International como parte de las cinco fragatas Tipo 31 que reemplazarán a las fragatas Tipo 23. Su nombre anunciado en 2021 en honor al portaaviones de la clase Illustrious HMS Formidable de la Segunda Guerra Mundial; el nombre simboliza las operaciones de portaaviones. El plan para el proyecto Tipo 31 prevé que las cinco unidades de la clase estén en servicio en febrero de 2030.